# Echiniscus maesi
Echiniscus maesi är en djurart som tillhör fylumet trögkrypare, och som beskrevs av Séméria 1985. Echiniscus maesi ingår i släktet Echiniscus och familjen Echiniscidae. Inga underarter finns listade i Catalogue of Life.